# Madalait Corona
La Madalait Corona è una struttura geologica della superficie di Venere.